# Jessica Meir
Jessica Ulrika Meir, född 1 juli 1977 i Caribou i Maine, är en svensk-amerikansk astronaut, uttagen i NASA:s astronautgrupp 21 i juni 2013. 
Den 25 september 2019 påbörjade hon resan till den internationella rymdstationen (ISS). Hon har också svenskt medborgarskap,. År 2019 blev Jessica Meir den första svenska kvinnan och den andra svenska medborgaren i rymden, efter den tidigare astronauten Christer Fuglesang .
10 december 2020 valde Nasa ut Meir som en av 18 personer till sitt Artemisprogram. Det är tänkt att Nasa ska placera en människa på månen år 2024. Och kanske blir Jessica första kvinnan på månen. I ett första skede handlar det dock främst om att vara en av NASAs representanter, i NASAs samarbete med de olika företagen som utvecklar utrustning för Artemisprogrammet.

## Bakgrund
Meir föddes i USA och är dotter till israel-irakiska Josef Meir (född 1925) och svenska Ulla-Britt (född 1944) från Västerås , som är född Carlsson i Arboga. Jessicas två äldre syskon är födda i Sverige, men hon föddes i USA. Hon har sedan barnsben varit intresserad av att bli astronaut och man kan idag hitta bilder som Meir ritade som femåring, där hon står på månen. En rymdfärd till månen vore en drömresa för Meir.
Hon studerade vid Caribou High School i Maine och efter att hon tog examen, valde hon att studera biologi på Brown University i Providence år 1999. Meir har en doktorstitel i marinbiologi från Scripps Institution of Oceanography och har tagit masterexamen i rymdforskning på Internationella rymduniversitetet i Frankrike. År 2009 doktorerade Meir vid University of California, San Diego. Efter två års studier i NASA:s 21 Astronaut Group, blev hon färdigutbildad astronaut 2015. Hon har engelska som modersmål, men kan tala svenska, bland annat efter en termins studier på Stockholms universitet. Hon har både amerikanskt och svenskt medborgarskap. Hennes fritidsintressen är vandring, skidåkning, cykling, löpning, fotboll och sportdykning. Meir är teknologie hedersdoktor vid Luleå tekniska universitet (2020).

## Rymdfärd

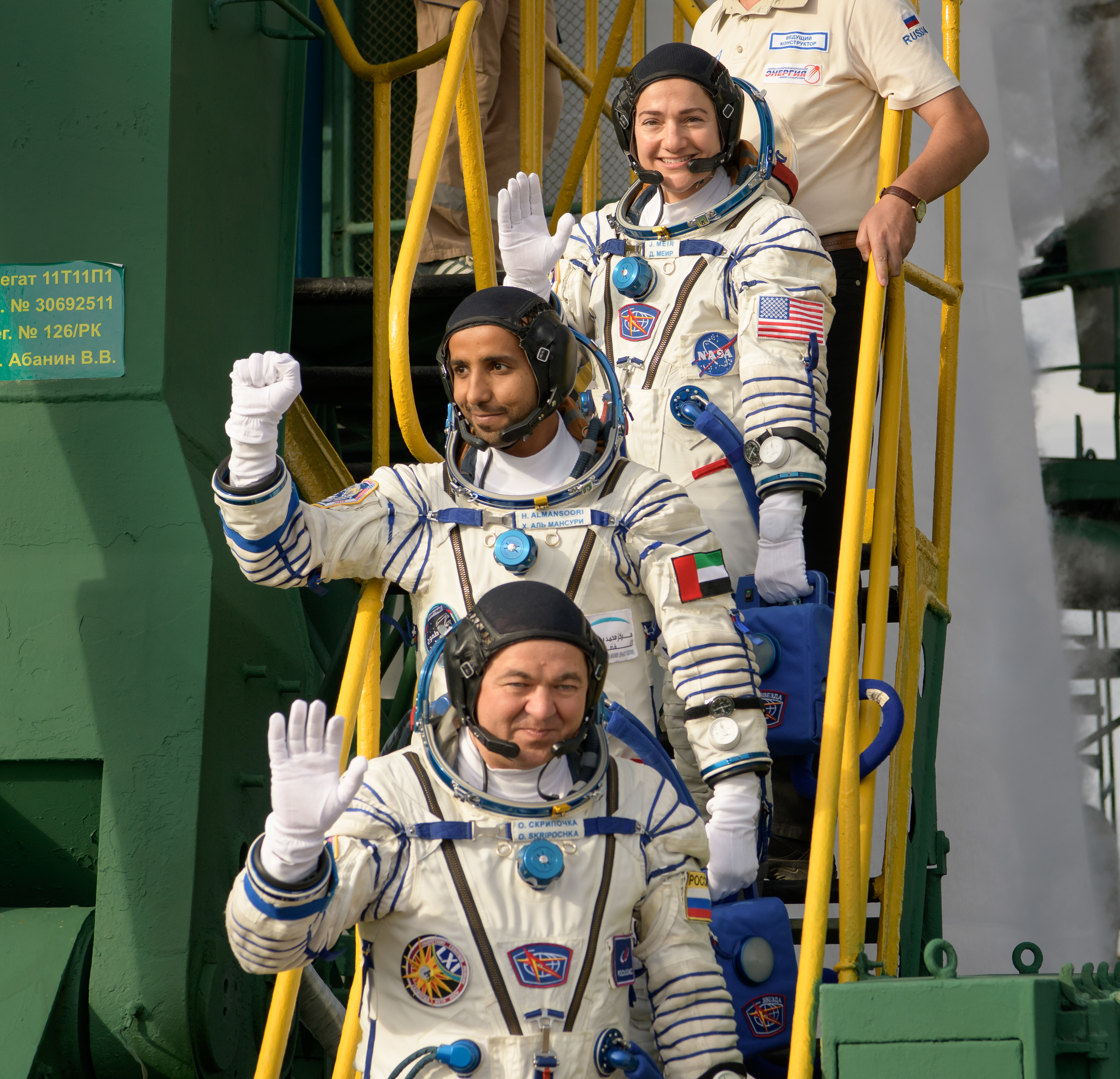
Meir, Almansoori och Skripotjka vinkar farväl innan de går ombord på Sojuz MS-15.

Hon deltog i Expedition 61 / 62 på Internationella rymdstationen (ISS). 25 september 2019 sköts hon upp ombord på rymdfarkosten Sojuz MS-15, tillsammans med kosmonauten Oleg Skripotjka och astronauten Hazza Al Mansouri, för att färdas till rymdstationen ISS. Uppskjutningen gjordes från Kosmodromen i Bajkonur i Kazakstan. Meir landade på jorden igen 17 april 2020.

### Träning
Meir och de andra astronauterna tränades fysiskt i Stjärnstaden i Ryssland för att musklerna skulle klara av att vara i rymden. De övade också på hur de skulle hantera sin rymdfarkost vid landning.

### Uppdrag

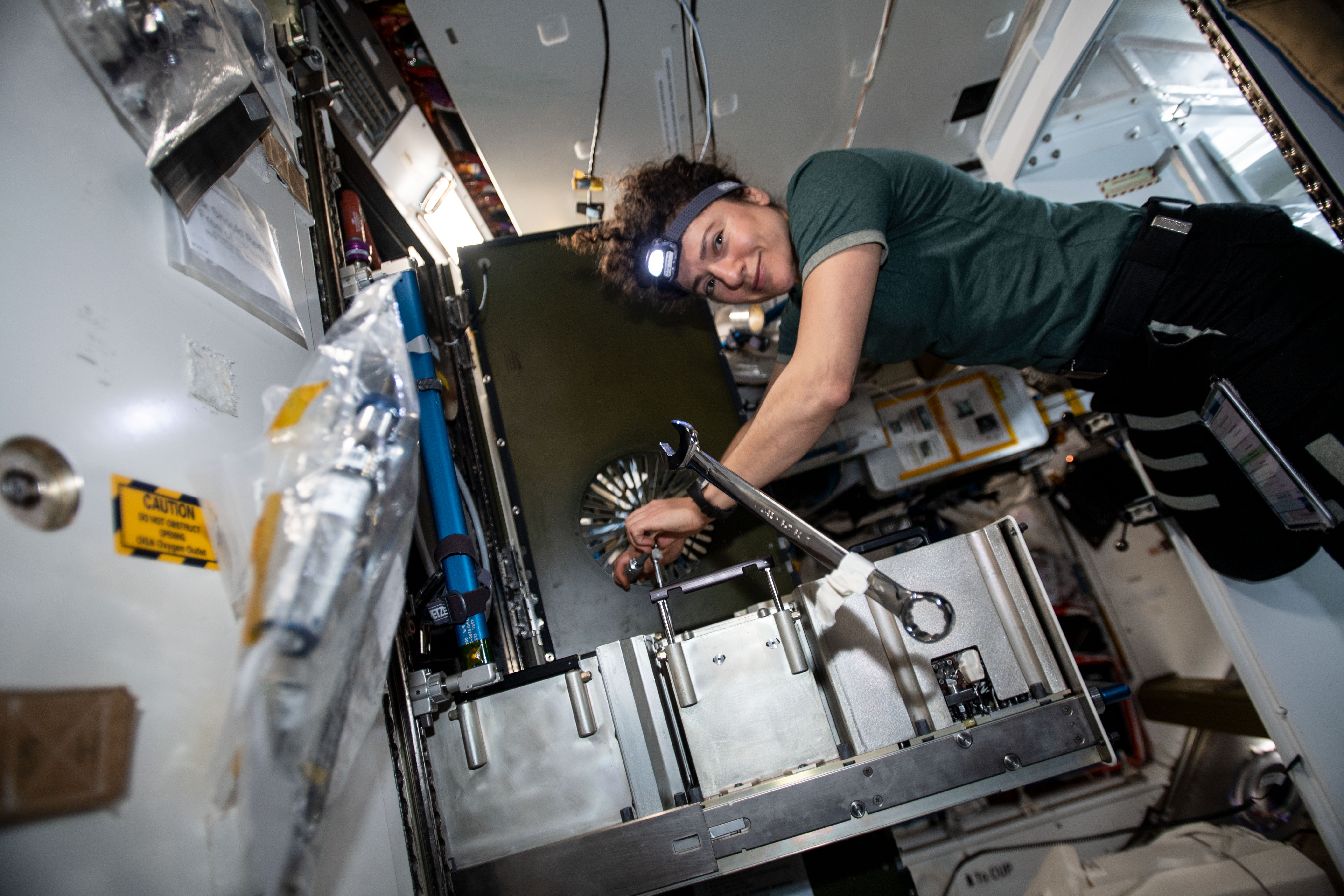
Astronaut Jessica Meir ombord på ISS.

Uppdraget var att man skulle vara ute i rymden i ett halvår. De tre astronauterna utförde över 200 experiment på rymdstationen ISS. Några exempel på dem var att Meir forskade kring vad som händer med människors syn i rymden när trycket ökar och när kroppens vätskor förändras. Ett annat experiment var att se vad som händer med artärer under en rymdfärd och studera immunförsvaret.
Meir fick göra flera intervjuer, bland annat det första direktsända videosamtalet mellan nobelpristagare och ISS.
Under rymdfärden upplevde astronauterna att solen gick upp och ner flera gånger. Där tillbringar de också mycket av sin egen tid med att fotografera olika saker, bland annat skidorter. Dessutom hade Meir visst samarbete tillsammans med ett forskningsteam på Antarktis.

### Rymdpromenader

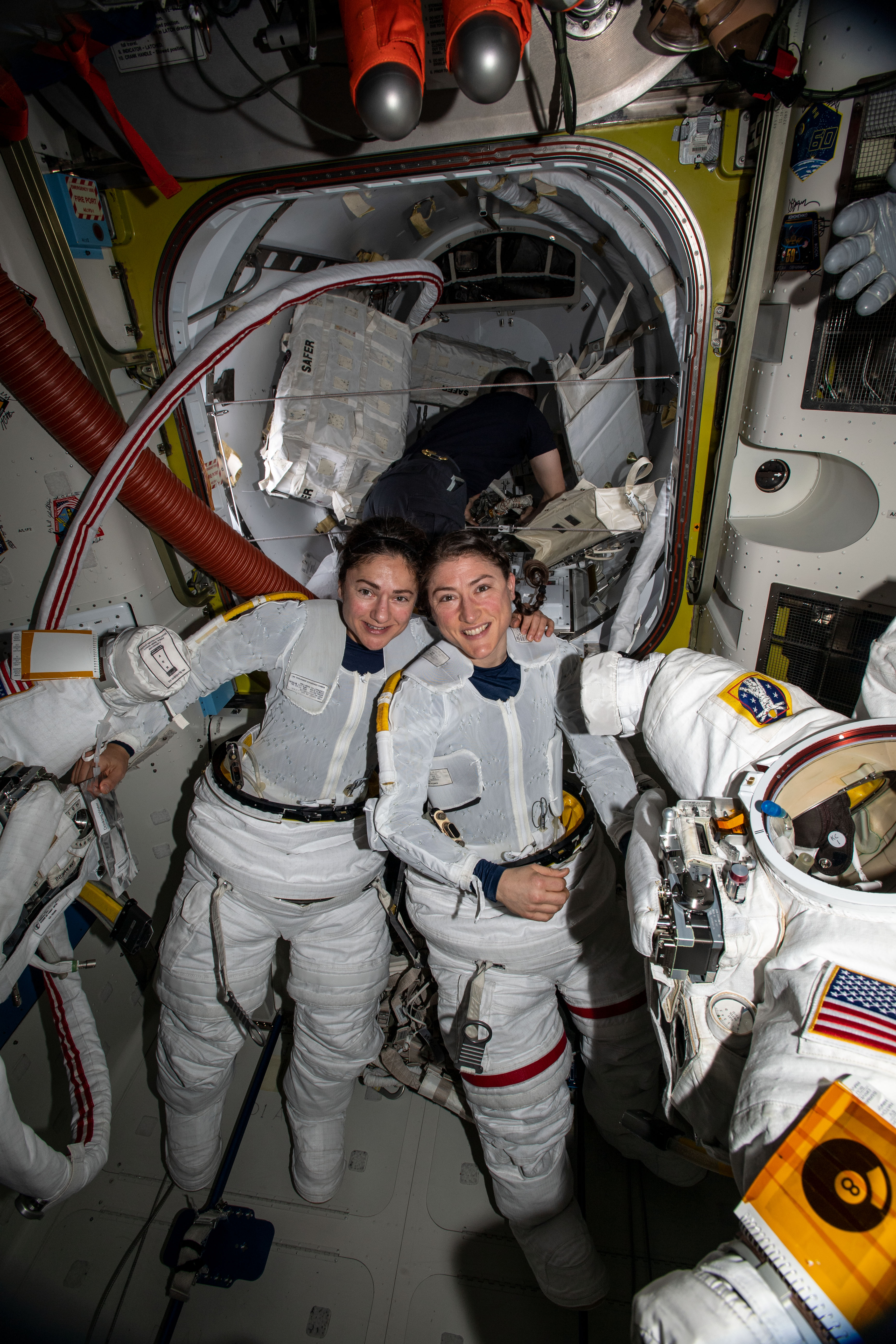
Meir och Koch tar på sig rymddräkter inför den första helt kvinnliga rymdpromenaden från rymdstationen.

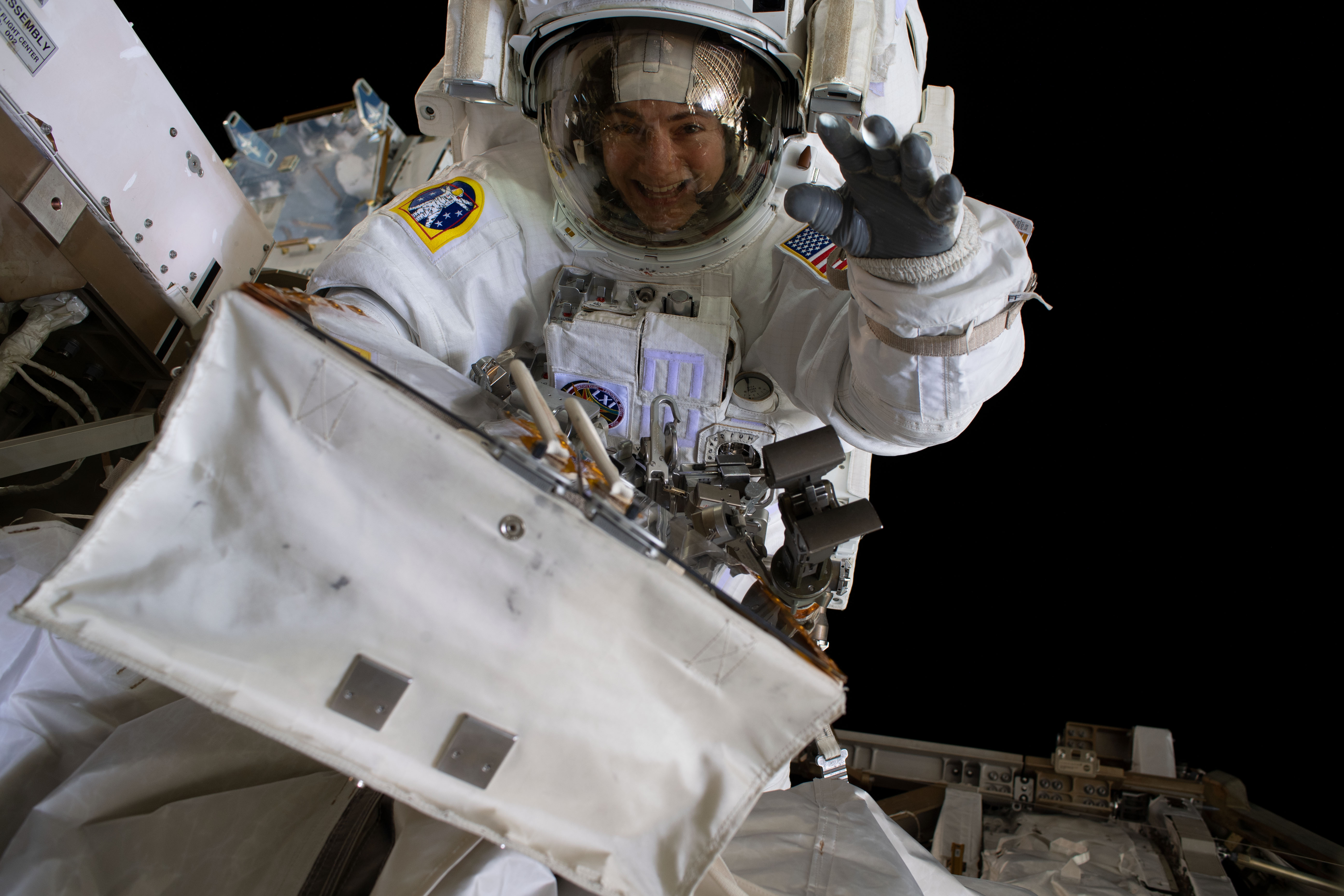
Meir under sin första rymdpromenad utanför ISS.

Sin första rymdpromenad gjorde hon den 18 oktober 2019. Det var den första rymdpromenad från rymdstationen helt med kvinnliga deltagare. Under den sju timmar och 17 minuter långa aktiviteten hann de bland annat byta en felande laddningsregulator och installera en ny stötta till Columbus-modulen.
Den andra rymdpromenaden gjorde hon 15 januari 2020.  Den varade i 7 timmar och 29 minuter.
Den tredje rymdpromenaden 20 januari 2020 varade i sex timmar och 58 minuter.
Alla dessa tre rymdpromenader gjordes tillsammans med Christina Koch.

### Återfärd

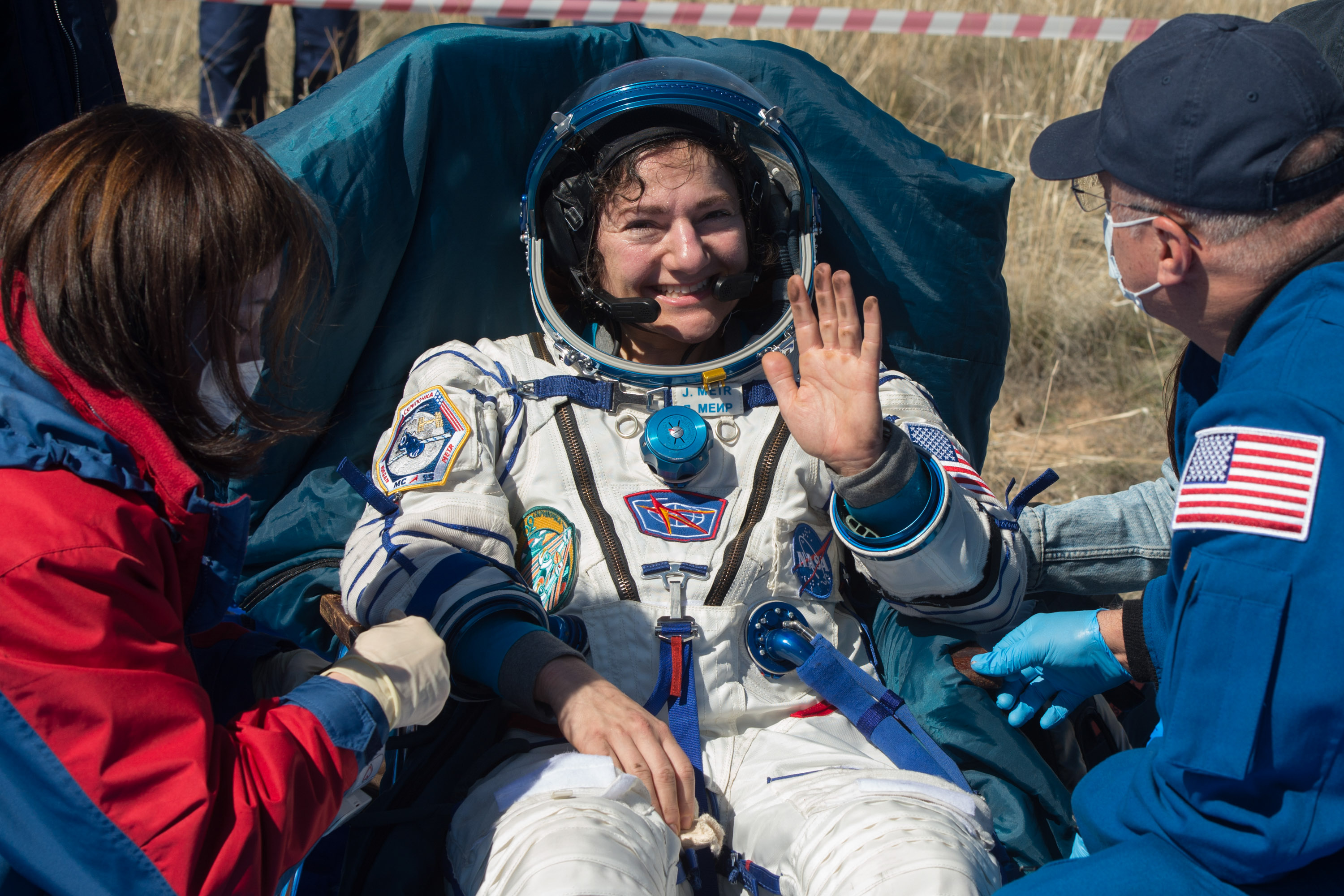
Meir efter landningen med Sojuz MS-15.

Meir, Skripotjka och Morgan återvände den 17 april 2020 till jorden med Sojuz MS-15 efter nästan 205 dagar i rymden.

## NASA
Meir har under tidigare år arbetat på NASA där hon arbetade på Johnson Space Center (också kallat Martin's Human Research Facility) mellan 2000 och 2003, som är en avdelning på NASA som forskar kring människans fysiologi under en rymdfarkost färd och om rymdstationen ISS. Under dessa tre år gjorde Meir andra experiment, såsom forskning inom flygningar på mikrogravitationsflygplan som tillhör NASA. Dessutom arbetade hon för NASA Extreme Environment Mission Operations, där hon arbetade i undervattensmiljöer som aquanaut. År 2013 blev Meir utvald till ett av NASA:s astronautprogram, som 6000 andra sökte till.

## Utmärkelser
- H.M. Konungens medalj i 8:e storleken med Serafimerordens band, med motiveringen ”För betydande insatser inom rymdforskning”.[26]